# متصفح إريس
متصفح آيريس هو متصفح ويب متوقف للهواتف الذكية التي تعمل بنظام ويندوز موبايل والمساعدات الرقمية الشخصية (PDAs) التي طورتها شركة Torch Mobile. صدرت النسخة الأولى من المتصفح عام 2008. وكان واحدًا من أوائل متصفحات الهاتف المحمول التي حصلت على درجة 100 كاملة في اختبار أسيد3.
في عام 2009 استحوذت RIM على Torch Mobile وأوقفت استخدام متصفح آيريس.